# Old Burger Weeshuis (Sneek)
Old Burger Weeshuis is een voormalig weeshuis in de Nederlandse stad Sneek.
In 1580 vond in Friesland de reformatie plaats; katholieke kloosters werden opgeheven en hun bezit ging over in andere handen. Het Old Burger Weeshuis, dat in 1581 werd gesticht, kreeg het beheer over voormalige bezittingen van het kruisbroedersklooster Jerusalem, het vrouwenklooster Groendijk en het klooster Nazareth.
Tot 1854 had het weeshuis onderdak in het voormalig kruisbroedersklooster aan het Groot Zuidend (nu de Oude Koemarkt). In dat jaar werd door de Amsterdamse architect Israël Warnsinck een nieuw, neoclassicistisch gebouw neergezet. Vanaf 1870 werden er ook katholieke wezen in het weeshuis opgenomen.
In 1915 werd het voormalige weeshuis ingericht als armenhuis. Tot 1980 was het gebouw een verzorgingshuis onder de naam Cruycebroedershof. Voor de wezen verrees in 1914 een nieuw gebouw aan de Kruizebroedersstraat, dat ook wel 'Klein Weeshuis' wordt genoemd. Dit was slechts tot 1938 in gebruik, nadat vanaf 1931 al geen nieuwe wezen werden opgenomen.

## Stichting 'Old Burger Weeshuis' (Sneek)
Als stichting bestaat het Old Burger Weeshuis nog steeds. Het heeft ten doel: "het behartigen van algemeen Sneker belangen op maatschappelijk, cultureel en/of recreatief gebied, met name door middel van het verlenen van eenmalige subsidies." De stichting stelde onder meer in 1928 grond beschikbaar voor het Sportpark Leeuwarderweg.